# Martin Venix
Martin Venix (Tilburg, 4 de març de 1950) és un exciclista neerlandès, especialista en el mig fons. Va guanyar quatre medalles, dues d'elles d'or, als Campionats del món de l'especialitat.

## Palmarès en pista
- 1974
  -  Campió dels Països Baixos amateur en mig fons
- 1976
  -  Campió dels Països Baixos en mig fons
- 1979
  -  Campió del Món en mig fons
  -  Campió dels Països Baixos en mig fons
- 1980
  -  Campió dels Països Baixos en mig fons
- 1982
  -  Campió del Món en mig fons

## Palmarès en carretera
- 1975
  - Vencedor d'una etapa a la Volta a Holanda del Nord